# JJ Bleday
Jeffrey Joseph Bleday (Danville, Pensilvania, 10 de noviembre de 1997), más conocido como JJ Bleday, es un jugador profesional estadounidense de béisbol que se desempeña en la posición de jardinero central en Athletics, equipo de las Grandes Ligas de Béisbol (MLB).

## Carrera
Bleday hizo su debut en la MLB con el equipo Miami Marlins, en el cual jugó una temporada (2022), después pasó a Athletics, donde lleva jugando dos temporadas.